# 황화 수소 나트륨
황화 수소 나트륨(sodium hydrogen sulfide, sodium hydrosulfide, 독일어: natriumhydrogensulfid)는 나트륨, 황, 수소로 이루어진 화합물이다. 수황화 나트륨이라고도 한다. 분자식은 NaHS이다.

## 성질
황화 수소 나트륨은 무수 상태일 경우 백색의 조해성을 가진 분말로 존재한다. 무수상태에서는 공기 중에서 산화하여 황색으로 변하고, 물과 에탄올에 잘 녹는다. 황화 수소 나트륨은 물과 반응하여 이수화물(NaHS·2 H2O)이나 삼수화물(NaHS·3 H2O)을 생성할 수 있다. 이수화물은 무색의 바늘 모양 결정이며, 조해성이 있다. 삼수화물은 무색의 결정으로, 사방 결정계의 형태를 가지고 있다. 삼수화물은 녹는점이 22°C이고 물과 에탄올에 잘 녹는다. 삼수화물의 수용액은 황을 녹일 수 있다.

## 제법
황화 수소 나트륨의 제조 방법에는 크게 두 가지가 있다.
- 에탄올에 금속 나트륨을 녹여서 생성된 용액을 황화 수소와 반응시킨다. 그 후 용액에 에테르를 넣으면 침전물이 생기는데 이 침전물을 에탄올에 다시 녹이고 에테르로 침전시키는 방법으로 황화 수소 나트륨을 정제한다.
- 수산화 나트륨 수용액과 황화 수소를 반응시키면서 용액을 농축시키면 황화 수소 나트륨의 이수화물을 얻을 수 있다. 이수화물을 건조시키면 무수 상태의 황화 수소 나트륨을 얻을 수 있다.

## 참고 문헌
- 化學大辭典編集委員會 편, 성용길, 김창홍 역, 《화학대사전》, 서울: 世和, 2001.